# Slaget vid Nykarleby
Slaget vid Nykarleby var ett slag under finska kriget 1808–1809. Slaget stod mellan svenska och ryska styrkor den 24 juni 1808 vid Nykarleby.

## Bakgrund
När Carl Johan Adlercreutz fortsatte sin sommaroffensiv fann han ett ypperligt tillfälle att omringa den ryska huvudarmén vid staden Nykarleby. När den svenska offensiven påbörjades på midsommaraftonen hade den ryska armén redan evakuerat staden och dragit sig tillbaka till Vasa där en annan svensk här, under Johan Bergenstråhle, samtidigt landsteg.

## Slaget
Adlercreutz tog upp striden med mindre ryska styrkor som bevakade den ryska reträtten. Befälhavare för dessa styrkor var Jankovitj. Han drog sig tillbaka över bron, som därefter brändes. På vägen mot Vasa stötte man på en mindre svensk trupp under Carl von Otter och en mindre strid bröt ut. Medan de ryska styrkorna slog till reträtt stannade de svenska styrkorna i Nykarleby för att fira midsommar. Stadens befolkning var inte sen med att erbjuda mat och dryck åt den svenska armén.
Legenden säger att Georg Carl von Döbeln, som marscherade i täten för Björneborgs regemente blev så arg när han såg ryssarnas reträtt efter att ha bränt bron, och att överraskningsplanen hade misslyckats, att han sprang ut efter dem i floden, följd lojalt av hans hela regemente. Han lär då ha varit nära att drunkna och hans mannar fick dra upp honom. Slaget vid Nykarleby kom att bli ett relativt oblodigt slag. En riktigare benämning är striden vid Nykarleby.

## Följder
Svenskarna vann en mindre seger i Nykarleby, men i och med att festligheterna drog ut på tiden, och försenade marschen sydåt, ledde detta till att Bergenstråhles trupper blev besegrade vid Vasa.